# Hiberno-Latijn
Het Hiberno-Latijn, is het Latijn dat geschreven werd in middeleeuws Ierland. Het werd voornamelijk geschreven door monniken in de periode tussen de 6e eeuw en de 10e eeuw.
Auteurs die in deze taal schreven waren onder andere Columba van Iona, Columbanus en Adamnan.